# Albibarbefferia duncani
Albibarbefferia duncani là một loài ruồi trong họ Asilidae. Albibarbefferia duncani được Wilcox miêu tả năm 1966. Loài này phân bố ở vùng Tân Bắc giới.